# Los Santos de la Humosa
Los Santos de la Humosa es un municipio y localidad española de la Comunidad de Madrid. Está situado en el este de la provincia, en la denominada Alcarria de Alcalá, comarca natural situada entre los ríos Henares y Tajuña. Cuenta con 2785 habitantes (INE 2024).

## Demografía
Cuenta con una población de 2785 habitantes (INE 2024).
| Gráfica de evolución demográfica de Los Santos de la Humosa entre 1842 y 2021                                         |
| |
| Población de derecho según los censos de población del INE. Población de hecho según los censos de población del INE. |

## Comunicaciones
El municipio está comunicado con Alcalá de Henares mediante una línea regular de autobús:
| Línea | Recorrido                                                       |
| ----- | --------------------------------------------------------------- |
| 275   | Alcalá de Henares - Los Santos de la Humosa - Alcalá de Henares |

## Símbolos
El escudo heráldico y la bandera que representan al municipio fueron aprobados oficialmente el 1 de junio de 1991. El escudo se blasona de la siguiente manera:

«Escudo de gules sobre dos palmas de oro puestas en aspas y sobre ondas de plata y azur,; bordura de oro con cuatro torres de gules y cuatro cruces de lo mismo, alternadas. Al timbre, la corona real española».
Boletín Oficial del Estado nº 172 de 29 de agosto de 1991

La descripción textual de la bandera es la siguiente:

«Bandera de proporción 2/3, de color rojo con una cruz amarilla, brochante al centro el escudo municipal en sus colores».
Boletín Oficial del Estado nº 172 de 29 de agosto de 1991

## Política
En las elecciones municipales de 2015 ganó el PSOE con 6 concejales, el PP descendió a 2 concejales y España 2000 logró 3 concejales.
En las elecciones municipales de 2019, España 2000 alcanza la alcaldía con sus 3 concejales y el apoyo de los 2 del PP y 1 de Vox.
En las últimas elecciones celebradas en mayo de 2023, el PSOE ganó las elecciones con 5 concejales, el PP quedó en segundo lugar con los mismos concejales y finalmente 1 de Vox. Fue elegido alcalde el candidato del PP, Lázaro Polo Gismero con los votos de su partido así como el relativo al del concejal de Vox. 
En enero de 2024, los cinco concejales del PSOE junto con el concejal no adscrito (antiguo concejal de Vox) presentaron una moción de censura contra el anterior alcalde, siendo elegida Alcaldesa Carolina Urtasun Calleja.

## Educación
En Los Santos de la Humosa hay 1 escuela infantil (1 pública) y 1 colegio público de educación infantil y primaria.

## Personas notables
- Francisco de los Santos, historiador y monje jerónimo del siglo XVII.